# 法爾瓦尼

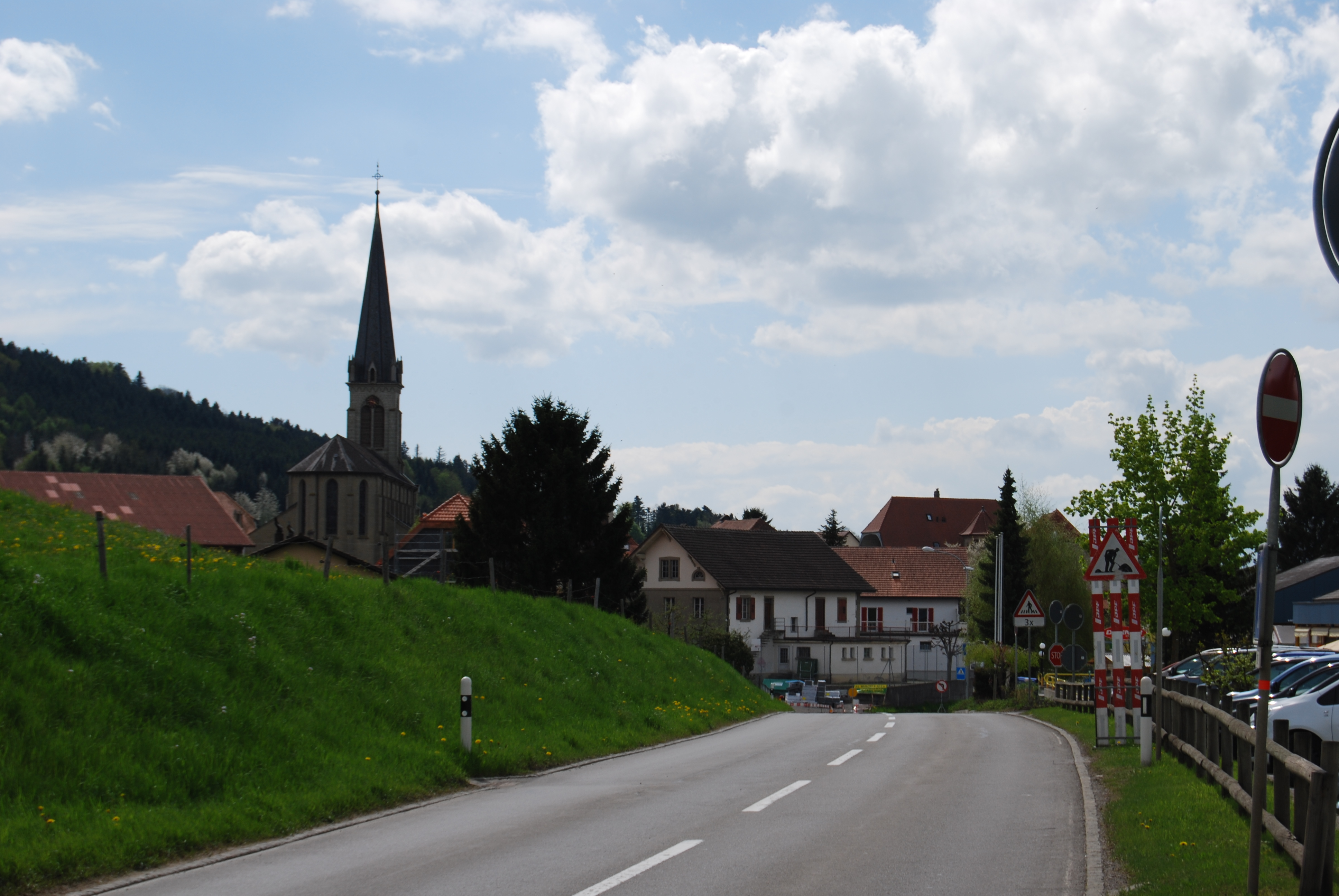

法爾瓦尼是瑞士的城鎮，位於該國西部，由弗里堡州負責管轄，面積10.03平方公里，海拔高度700米，2011年人口2,114，八成人口信奉羅馬天主教，人口密度每平方公里211人。

## 外部連結
- Official website （页面存档备份，存于） （法文）